# Atticismo
L'atticismo è un movimento stilistico dell'antica retorica greca e poi romana, nato agli inizi del I secolo a.C., tradizionalmente contrapposto all'asianesimo.
Voleva distinguersi dagli eccessi retorici dell'asianesimo e restaurare il purismo ispirandosi al dialetto attico di Atene.

## Atticismo antico
I suoi fautori rivendicavano la purezza linguistica dell'attico, in opposizione all'inserimento di elementi ionici (asiani). 
Ben presto l'opposizione si spostò da un piano linguistico-grammaticale ad un piano più ampio di natura retorica: alle opposte posizioni grammaticali si sovrapposero anche opposte posizioni stilistiche. Gli atticisti sostenevano un'imitazione dei classici austera, ascetica, quasi confinata - scrive Cicerone - al trattamento artistico del genere umile (Orator 75). Modello di questo stile semplice  e di un attico puro era Lisia (445 a.C.-380 a.C.), così come Senofonte, le commedie di Menandro e i retori e grammatici puristi Apollodoro di Pergamo e Dionisio di Alicarnasso. Gli asiani invece apprezzavano un'oratoria più artificiosa, ricca di formule ritmiche ed espedienti tecnici.
A questa scuola va ricondotta anche la cosiddetta "teoria analogista", sostenuta anche da Cesare (De analogia), purista e conservatrice, secondo la quale la lingua deve fondarsi su norme precise e sul rispetto di modelli conosciuti.

## Atticismo parigino
Con il nome di "atticismo parigino" viene invece definito un movimento pittorico sviluppatosi alla metà del XVII secolo da pittori francesi del classicismo.
Nella pittura, il cosiddetto «atticismo parigino» è un movimento particolare della pittura francese del Seicento, sviluppatosi tra il 1640 e il 1660, quando famosi pittori operando a Parigi per la corte reale e i grandi del regno come Eustache Le Sueur, Laurent de La Hyre o Jacques Stella, elaborarono, sull'esempio di Nicolas Poussin, il grande pittore dell'epoca, uno stile classicizzante, caratterizzato dalla ricerca di sobrietà, di luminosità e di armonia con riferimenti talvolta archeologici all'antichità greco-romana e soggetti presi ai grandi autori antichi. Questo stile si definisce in opposizione al barocco all'italiana o alla Rubens che rappresentava Simon Vouet in Francia all'epoca ed è all'origine del classicismo francese in pittura, diffusosi grazie all'Accademia reale di pittura e scultura, fondata nel 1648.